# راديو ألوان
راديو ألوان هي إذاعة سورية مجتمعية تم إطلاقها في شهر أبريل 2013، تبث برامجها على موجات أف ام 93.3 من مدينة سراقب، وتغطي منطقة ريف إدلب. هدف الراديو في المرحلة الأولية الوصول إلى الناس في هذه المنطقة عن طريق الاعتماد على سياسة تحريرية قريبة من المواطن والاوضاع الاجتماعية التي يعيشها.

## مواضيع راديو ألوان أف أم
تضم برامج راديو ألوان مجموعة متنوعة من المواضيع، أبرزها مجتمع، ثقافة وفن، تعليم وتوعية. كما يبث برامج حسب المناسبات مثل برنامج العيد الذي أطلقه في عيد الأضحى من عام 2013.